# Estação Domingos de Moraes
A Estação Domingos de Moraes é uma estação ferroviária pertencente à Linha 8 do Trem Metropolitano de São Paulo, localizada no distrito da Lapa, na Zona Oeste no município de São Paulo. Atualmente é operada pelo consórcio privado ViaMobilidade.
Futuramente, receberá uma nova linha da CPTM, ainda sem cor e numeração definidas, que deverá ligar a Estação Piqueri à futura Estação Monte Belo, na região do Butantã.

## História

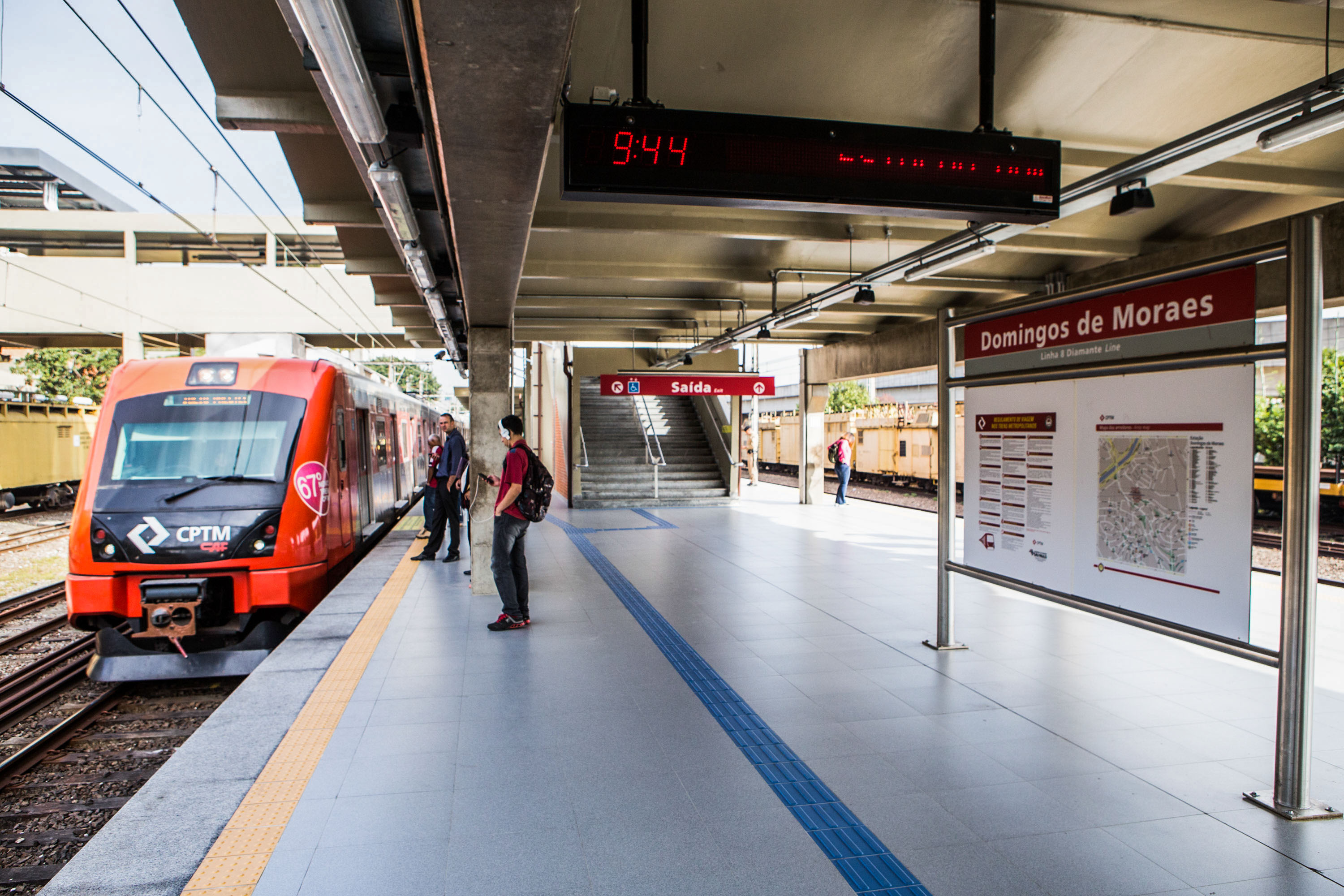
Plataforma da estação

A estação foi inaugurada em 1920, com o nome de Posto Telegráfico km 9,221. Em 1921, teve seu nome alterado para Domingos de Moraes, em homenagem ao político brasileiro, que foi vice-presidente (hoje equivalente a vice-governador) de São Paulo em 1902. O posto telegráfico recebeu um novo prédio em 1926 e foi elevado a estação em 1 de março de 1931.
Durante a remodelação da Linha Oeste da Fepasa (atual Linha 8–Diamante da ViaMobilidade), no fim dos anos 1970, recebeu um novo prédio, inaugurado em 9 de agosto de 1978. A FEPASA havia prometido várias novidades para a estação, como lanchonetes, bancas de jornal, telefones públicos e sanitários, mas nenhuma delas foi posta em prática. Na verdade, a estação foi reinaugurada sem ao menos iluminação nas plataformas e catracas, as bilheterias estavam funcionando em local improvisado com tapumes de madeira e havia um grande desnível nas plataformas, projetadas para receber os trens franceses que só começariam a operar em 1979.
O novo prédio, feito com pré-moldados de concreto, passou a ter quatro mil metros quadrados de área construída e poderia receber um movimento de cerca de 26 mil passageiros por dia em suas plataformas com 245 metros de extensão. Para conter a evasão de renda, a Fepasa ainda previa construir muros de concreto ao longo de toda a linha, com espaços de dez centímetros entre cada placa, onde se formariam canteiros de flores.
Em 1996, sua operação foi repassada à CPTM. Apesar de o sobrenome do político homenageado pela Estrada de Ferro Sorocabana ser atualmente grafado como "Domingos de Morais", a empresa preferiu manter a grafia original da época ("Moraes").
Em 2014, a estação foi modernizada. Entre as melhorias, destacam-se obras de acessibilidade, que incluem elevador de acesso à plataforma, nova comunicação visual — com opções em braille —, sala de apoio ao usuário na plataforma, banheiros públicos comuns e adaptados para pessoas com deficiência.
Em 20 de abril de 2021, foi concedida para o consórcio ViaMobilidade, composto pelas empresas CCR (atual Motiva) e RUASinvest, com a concessão para operar a linha por trinta anos. O contrato de concessão foi assinado e a transferência da linha foi realizada em 27 de janeiro de 2022.

## Tabelas
| Linha      | Terminais               | Comprimento (km) | Estações | Observações                                                                                           |
| ---------- | ----------------------- | ---------------- | -------- | --- |
| 8 Diamante | Júlio Prestes ↔ Itapevi | 35,283           | 20       | Possui extensão operacional Antiga Linha B–Cinza / Antiga Linha Oeste do Trem Metropolitano da FEPASA |

| Sigla | Estação            | Inauguração | Integração               | Plataforma | Posição    | Notas |
| ----- | ------------------ | ----------- | ------------------------ | ---------- | ---------- | --- |
| DMO   | Domingos de Moraes | 1920        | Bilhete Único da SPTrans | Central    | Superfície | Estação construída pela Estrada de Ferro Sorocabana Reconstruída pela FEPASA e reinaugurada em 9 de agosto de 1978 Remodelada pela CPTM em 2014 |